# Héctor Camacho
Héctor Luis Camacho Matías (Bayamón, 24 de mayo de 1962-Bayamón, 24 de noviembre de 2012), popularmente conocido como Macho Camacho, fue un boxeador puertorriqueño. y que además fue campeón mundial de los pesos superpluma, ligero y ligero junior, además de ganar títulos menores en otras cuatro categorías, convirtiéndose en el primer boxeador en ser reconocido como campeón séptuplo. Su hijo Héctor Camacho Jr. también es boxeador. Durante su carrera de 30 años, Camacho fue reconocido por su rapidez en el ring y por su estilo extravagante.

## Primeros años y carrera aficionada
Camacho nació en Bayamón, Puerto Rico, ciudad del área metropolitana. Era hijo de Héctor Luis Camacho padre y su esposa María Matías. Era el menor de cinco hijos: su hermano Félix y sus hermanas Raquel, Estrella y Esperanza. Ya que era su hijo menor, Camacho padre le puso el sobrenombre "Macho". Cuando era niño su familia se trasladó al complejo de vivienda pública James Weldon Johnson en el Spanish Harlem de Nueva York, donde se involucró en peleas callejeras. Fue recluido en prisión por primera vez a los 15 años.
De adolescente practicó boxeo y karate, decidiéndose finalmente por el primero. Fue el primer boxeador en ganar en siete diferentes divisiones.
Camacho ganó tres campeonatos de Guantes de Oro de Nueva York, el campeonato Subnovato de 112 libras en 1978 y el campeonato Abierto de 119 libras en 1980. En 1979 venció a Paul DeVorce de la Liga Atlética de la Policía de Yonkers en la final para ganar el título, y en 1980 derrotó a Tyrone Jackson en la final para ganar el título. Camacho entrenó en el Club Deportivo LaSombra de Nueva York.

## Carrera profesional
En 88 peleas, ganó 79 (38 por nocaut), perdió 6 (nunca fue noqueado) y empató 3. Enfrentó a muchos de los mejores peleadores de su tiempo, venció a grandes leyendas del boxeo que ya estaban en declive y fuera de tiempo como Sugar Ray Leonard (por nocaut) y a Roberto Durán (2 veces por decisión unánime, siendo la primera un fallo muy polémico en contra de Durán), venció a púgiles de renombre como Edwin Rosario, José Luis Ramírez, Vinny Pazienza, Cornelius Boza Edwards, Ray Mancini, Rafael Limón y fue derrotado por Julio César Chávez, Óscar de la Hoya, Félix Trinidad, entre otros.
Héctor Camacho fue campeón mundial de boxeo en tres ocasiones. Ganó su primera corona mundial, el título superligero del Consejo Mundial de Boxeo, al vencer por nocaut técnico en cinco asaltos al mexicano Rafael "Bazooka" Limón, el 7 de agosto de 1983. El 10 de agosto de 1985 venció por decisión unánime al mexicano José Luis Ramírez en Las Vegas para alzarse con la corona del peso ligero del CMB. Posteriormente, fue dos veces campeón del peso wélter junior de la Organización Mundial de Boxeo.
"El Macho" se retiró del boxeo profesional tras una derrota por decisión unánime el 14 de mayo de 2010 ante el mexicano Saúl Durán.

## Récord profesional
| Record Profesional | Record Profesional | Record Profesional |
| 88 peleas          | 79 Victorias       | 6 Derrota          |
| Nocaut             | 38                 | 0                  |
| Decisión           | 41                 | 6                  |
| Empate             | 3                  | 3                  |
| ------------------ | ------------------ | ------------------ |

| Res. | Récord | Rival                  | Método | Asalto - Tiempo | Fecha                    | Localización                                                                 | Notas                                                                |
| D    | 79–6–3 | Saúl Duran             | UD     | 10              | 14 de mayo de 2010       | Kissimmee Civic Center, Kissimmee, Florida                                   |                                                                      |
| E    | 79–5–3 | Yori Boy Campas        | SD     | 8               | 9 de mayo de 2009        | DoubleTree, Orlando, Florida                                                 |                                                                      |
| G    | 79–5–2 | Perry Ballard          | TKO    | 7 (12), 0:27    | 18 de julio de 2008      | Reliant Arena, Houston, Texas                                                | Ganó el título vacante WBF (Fundación) Internacional de peso mediano |
| G    | 78–5–2 | Raul Munoz             | UD     | 10              | 9 de julio de 2005       | Tucson Convention Center, Tucson, Arizona                                    |                                                                      |
| G    | 77–5–2 | Clint McNeil           | UD     | 10              | 3 de julio de 2004       | Beau Rivage (Misisipi), Biloxi, Misisipi                                     |                                                                      |
| G    | 76–5–2 | Craig Houk             | TKO    | 3 (10), 0:25    | 5 de diciembre de 2003   | Seminole Casino Immokalee, Immokalee, Florida                                |                                                                      |
| D    | 75–5–2 | Chris Walsh            | TD     | 6 (10), 3:00    | 18 de abril de 2003      | RBC Center, Raleigh, North Carolina                                          | TD dividido después de un corte                                      |
| G    | 75–4–2 | Otilio Villarreal      | TKO    | 9 (10)          | 18 de enero de 2003      | Osceola County Stadium, Kissimmee, Florida                                   |                                                                      |
| G    | 74–4–2 | Roberto Durán          | UD     | 12              | 14 de julio de 2001      | Pepsi Center, Denver, Colorado                                               | Ganó el título NBA de peso supermediano                              |
| G    | 73–4–2 | Troy Lowry             | UD     | 10              | 3 de febrero de 2001     | Club Level, Miami Beach, Florida                                             |                                                                      |
| G    | 72–4–2 | Tim Bryan              | TKO    | 5 (10)          | 16 de junio de 2000      | Casino Rama, Chippewas, Ontario                                              |                                                                      |
| G    | 71–4–2 | Billy Fox              | UD     | 10              | 9 de junio de 2000       | Turning Stone Resort Casino, Verona, New York                                |                                                                      |
| G    | 70–4–2 | Bobby Elkins           | TKO    | 5 (10)          | 8 de abril de 2000       | Joe Louis Arena, Detroit, Míchigan                                           |                                                                      |
| E    | 69–4–2 | Jorge Vaca             | TD     | 3 (12)          | 27 de noviembre de 1999  | Carolina, Puerto Rico                                                        |                                                                      |
| G    | 69–4–1 | Manuel Esparza         | TKO    | 5 (10), 1:55    | 21 de octubre de 1999    | Hilton, Washington, D.C                                                      |                                                                      |
| G    | 68–4–1 | Patrick Goossen        | UD     | 10              | 18 de junio de 1999      | Struthers Fieldhouse, Struthers, Ohio                                        |                                                                      |
| G    | 67–4–1 | Scott Smith            | UD     | 10              | 19 de marzo de 1999      | Turning Stone Resort Casino, Verona, New York                                |                                                                      |
| G    | 66–4–1 | Ken Sigurani           | SD     | 10              | 23 de octubre de 1998    | Mountaineer Casino Racetrack and Resort, New Cumberland, West Virginia       |                                                                      |
| G    | 65–4–1 | Tony Menefee           | UD     | 12              | 11 de agosto de 1998     | Miccosukee Resort & Gaming, Miami, Florida                                   | Ganó el título vacante de peso mediano de IBC                        |
| G    | 64–4–1 | Tommy Small            | TKO    | 6 (10)          | 12 de junio de 1998      | Turning Stone Resort Casino, Verona, New York                                |                                                                      |
| D    | 63–4–1 | Oscar De La Hoya       | UD     | 12              | 13 de septiembre de 1997 | Boardwalk Hall, Atlantic City, Nueva Jersey                                  | Por los títulos WBC y lineal de peso wélter                          |
| G    | 63–3–1 | Sugar Ray Leonard      | TKO    | 5 (12), 1:08    | 1 de marzo de 1997       | Convention Hall, Atlantic City, Nueva Jersey                                 | Retuvo el título de peso mediano de IBC                              |
| G    | 62–3–1 | Heath Todd             | TKO    | 6 (10), 2:37    | 1 de octubre de 1996     | War Memorial Auditorium (Fort Lauderdale, Florida), Fort Lauderdale, Florida |                                                                      |
| G    | 61–3–1 | Arturo Nina            | UD     | 10              | 20 de agosto de 1996     | Paramount Theater (Madison Square Garden), New York City, New York           |                                                                      |
| G    | 60–3–1 | Craig Houk             | TKO    | 2 (10), 2:12    | 11 de julio de 1996      | Madison Square Garden, New York City, New York                               |                                                                      |
| G    | 59–3–1 | Roberto Durán          | UD     | 12              | 22 de junio de 1996      | Etess Arena, Atlantic City, Nueva Jersey                                     | Ganó el título vacante de peso mediano de IBC                        |
| G    | 58–3–1 | Wilbur Garst           | TKO    | 7 (10), 2:27    | 11 de abril de 1996      | Corpus Christi, Texas                                                        |                                                                      |
| E    | 57–3–1 | Sal Lopez              | TD     | 2 (12), 1:52    | 16 de enero de 1996      | War Memorial Auditorium (Fort Lauderdale, Florida), Fort Lauderdale, Florida | Retuvo el título de peso wélter de IBC                               |
| G    | 57–3   | Lonnie Horn            | TKO    | 6 (10), 2:35    | 9 de diciembre de 1995   | The MARK of the Quad Cities, Moline, Illinois                                |                                                                      |
| G    | 56–3   | Danny Chávez           | UD     | 10              | 7 de noviembre de 1995   | Mountaineer Casino Racetrack and Resort, New Cumberland, West Virginia,      |                                                                      |
| G    | 55–3   | Richie Hess            | TKO    | 4 (10), 2:59    | 11 de octubre de 1995    | Hilton, Washington D. C.                                                     |                                                                      |
| G    | 54–3   | Tony Rodriguez         | UD     | 10              | 28 de septiembre de 1995 | Grand Olympic Auditorium, Los Ángeles, California,                           |                                                                      |
| G    | 53–3   | Gary Kirkland          | TKO    | 9 (12), 2:39    | 6 de agosto de 1995      | Foxwoods Resort Casino, Ledyard, Connecticut                                 | Retuvo el título de peso wélter de IBC                               |
| G    | 52–3   | Juan Arroyo            | RTD    | 6 (10), 3:00    | 27 de junio de 1995      | War Memorial Auditorium (Fort Lauderdale, Florida), Fort Lauderdale, Florida |                                                                      |
| G    | 51–3   | Homer Gibbins          | UD     | 12              | 20 de mayo de 1995       | Convention Hall, Atlantic City, Nueva Jersey                                 | Retuvo el título de peso wélter de IBC                               |
| G    | 50–3   | Verdell Smith          | UD     | 10              | 29 de marzo de 1995      | Myrl H. Shoemaker Center, Cincinnati, Ohio                                   |                                                                      |
| G    | 49–3   | Luis Maysonet          | RTD    | 7 (10), 3:00    | 28 de febrero de 1995    | Foxwoods Resort Casino, Ledyard, Connecticut                                 |                                                                      |
| G    | 48–3   | Todd Foster            | TKO    | 5 (12), 1:45    | 14 de enero de 1995      | Convention Hall, Atlantic City, Nueva Jersey                                 | Ganó el título vacante de peso wélter de IBC                         |
| G    | 47–3   | Rusty Derouen          | TKO    | 4 (10), 2:31    | 15 de noviembre de 1994  | Erie Civic Center, Erie, Pensilvania                                         |                                                                      |
| G    | 46–3   | Pat Lawlor             | UD     | 10              | 27 de septiembre de 1994 | Casino Magic, Bay St. Louis, Misisipi                                        |                                                                      |
| G    | 45–3   | Craig Snyder           | UD     | 10              | 9 de junio de 1994       | Horizon, Rosemont, Illinois                                                  |                                                                      |
| G    | 44–3   | Franco DiOrio          | UD     | 10              | 3 de mayo de 1994        | Casino Magic Bay St. Louis, Bay St. Louis, Misisipi                          |                                                                      |
| D    | 43–3   | Félix Trinidad         | UD     | 12              | 29 de enero de 1994      | MGM Grand Garden Arena, Paradise, Nevada                                     | Por el título de peso wélter de la FIB                               |
| G    | 43–2   | Lee Fortune            | TKO    | 1 (10), 1:22    | 18 de diciembre de 1993  | Estadio Cuauhtémoc, Puebla, México                                           |                                                                      |
| G    | 42–2   | Tom Alexander          | TKO    | 7 (10)          | 19 de junio de 1993      | Sports Arena, San Diego, California                                          |                                                                      |
| G    | 41–2   | Eric Podolak           | TKO    | 5 (10), 0:26    | 8 de mayo de 1993        | Thomas & Mack Center, Paradise, Nevada                                       |                                                                      |
| D    | 40–2   | Julio César Chávez     | UD     | 12              | 12 de septiembre de 1992 | Thomas & Mack Center, Paradise, Nevada                                       | Por los títulos WBC y lineal de peso wélter                          |
| G    | 40–1   | Eddie VanKirk          | TKO    | 4 (10), 1:03    | 1 de agosto de 1991      | Las Vegas Hilton, Winchester, Nevada                                         |                                                                      |
| G    | 39–1   | Greg Haugen            | SD     | 12              | 18 de mayo de 1991       | Reno-Sparks Convention Center, Reno, Nevada                                  | Ganó el título de peso wélter de la OMB                              |
| D    | 38–1   | Greg Haugen            | SD     | 12              | 23 de febrero de 1991    | Caesars Palace, Paradise, Nevada                                             | Perdió el título de peso wélter de la OMB                            |
| G    | 38–0   | Tony Baltazar          | UD     | 12              | 11 de agosto de 1990     | Caesars Tahoe, Stateline, Nevada,                                            | Retuvo el título de peso wélter de la OMB                            |
| G    | 37–0   | Vinny Pazienza         | UD     | 12              | 3 de febrero de 1990     | Convention Hall, Atlantic City, Nueva Jersey                                 | Retuvo el título vacante de peso wélter de la OMB                    |
| G    | 36–0   | Raul Torres            | UD     | 10              | 4 de noviembre de 1989   | Trump Plaza Hotel and Casino, Atlantic City, Nueva Jersey                    |                                                                      |
| G    | 35–0   | Tommy Hanks            | UD     | 10              | 17 de julio de 1989      | Trump Plaza Hotel and Casino, Atlantic City, Nueva Jersey                    |                                                                      |
| G    | 34–0   | Ray Mancini            | SD     | 12              | 6 de marzo de 1989       | Lawlor Events Center, Reno, Nevada                                           | Ganó el título vacante de peso wélter de la OMB                      |
| G    | 33–0   | Rick Souce             | TKO    | 4 (10), 1:50    | 22 de octubre de 1988    | Bayamón, Puerto Rico                                                         |                                                                      |
| G    | 32–0   | Reyes Antonio Cruz     | UD     | 10              | 25 de junio de 1988      | TropWorld Resort, Atlantic City, Nueva Jersey                                |                                                                      |
| G    | 31–0   | Howard Davis Jr.       | UD     | 10              | 2 de mayo de 1987        | Boardwalk Hall, Atlantic City, Nueva Jersey                                  |                                                                      |
| G    | 30–0   | Cornelius Boza-Edwards | UD     | 12              | 26 de septiembre de 1986 | Abel Holtz Stadium, Miami Beach, Florida                                     | Retuvo el título de peso ligero del CMB                              |
| G    | 29–0   | Edwin Rosario          | SD     | 12              | 13 de junio de 1986      | Madison Square Garden, New York City, New York                               | Retuvo el título de peso ligero del CMB                              |
| G    | 28–0   | Freddie Roach          | UD     | 10              | 18 de diciembre de 1985  | ARCO Arena, Sacramento, California                                           |                                                                      |
| G    | 27–0   | José Luis Ramírez      | UD     | 12              | 10 de agosto de 1985     | Riviera, Winchester, Nevada                                                  | Ganó el título de peso ligero del CMB                                |
| G    | 26–0   | Roque Montoya          | UD     | 12              | 29 de abril de 1985      | Buffalo Memorial Auditorium, Buffalo, New York                               | Ganó el título vacante de peso ligero de la NABF                     |
| G    | 25–0   | Louis Burke            | TKO    | 5 (10), 3:00    | 19 de enero de 1985      | Harrah's at Trump Plaza, Atlantic City, Nueva Jersey                         |                                                                      |
| G    | 24–0   | Rafael Williams        | TKO    | 7 (10), 2:19    | 20 de mayo de 1984       | Memorial Coliseum, Corpus Christi, Texas                                     |                                                                      |
| G    | 23–0   | Rafael Solis           | KO     | 5 (12), 2:02    | 18 de noviembre de 1983  | Roberto Clemente Coliseum, San Juan, Puerto Rico                             | Retuvo el título de peso superpluma del CMB                          |
| G    | 22–0   | Rafael Limón           | TKO    | 5 (12), 2:52    | 7 de agosto de 1983      | Hiram Bithorn Stadium, San Juan, Puerto Rico                                 | Ganó el título vacante de peso superpluma del CMB                    |
| G    | 21–0   | Irleis Perez           | UD     | 10              | 3 de abril de 1983       | Phoenix Convention Center, Phoenix, Arizona                                  |                                                                      |
| G    | 20–0   | John Montes            | KO     | 1 (10), 1:13    | 12 de febrero de 1983    | Buckner Fieldhouse, Fort Richardson, Alaska                                  |                                                                      |
| G    | 19–0   | Greg Coverson          | UD     | 10              | 20 de noviembre de 1982  | Showboat Hotel and Casino, Las Vegas, Nevada                                 |                                                                      |
| G    | 18–0   | Melvin Paul            | UD     | 10              | 30 de octubre de 1982    | Sands, Atlantic City, Nueva Jersey                                           |                                                                      |
| G    | 17–0   | Johnny Sato            | TKO    | 4 (10), 2:15    | 28 de agosto de 1982     | Sands, Atlantic City, Nueva Jersey                                           |                                                                      |
| G    | 16–0   | Louis Loy              | TKO    | 7 (10), 1:24    | 11 de julio de 1982      | Felt Forum, New York City, New York                                          |                                                                      |
| G    | 15–0   | Refugio Rojas          | TKO    | 1 (12)          | 21 de mayo de 1982       | Felt Forum, New York City, New York                                          | Retuvo el título de peso superpluma de la NABF                       |
| G    | 14–0   | Rafael Lopez           | TKO    | 3 (10)          | 31 de marzo de 1982      | Felt Forum, New York City, New York                                          |                                                                      |
| G    | 13–0   | Jorge Nina             | UD     | 8               | 15 de febrero de 1982    | New York City, New York                                                      |                                                                      |
| G    | 12–0   | Blaine Dickson         | UD     | 12              | 11 de diciembre de 1981  | Felt Forum, New York City, New York                                          | Ganó el título de peso superpluma de la NABF                         |
| G    | 11–0   | Anthony Murray         | UD     | 10              | 5 de noviembre de 1981   | Felt Forum, New York City, New York                                          |                                                                      |
| G    | 10–0   | Robert Mullins         | KO     | 6 (10), 1:19    | 16 de septiembre de 1981 | Madison Square Garden, New York City, New York                               |                                                                      |
| G    | 9–0    | Jose Figueroa          | KO     | 1 (8), 0:43     | 24 de julio de 1981      | Felt Forum, New York City, New York                                          |                                                                      |
| G    | 8–0    | Marcial Santiago       | UD     | 8               | 25 de junio de 1981      | Madison Square Garden, New York City, New York                               |                                                                      |
| G    | 7–0    | Kato Ali               | TKO    | 7 (8), 2:37     | 16 de mayo de 1981       | Concord Resort Hotel, Thompson, New York                                     |                                                                      |
| G    | 6–0    | Tomas Enrique Diaz     | UD     | 6               | 2 de mayo de 1981        | New York City, New York                                                      |                                                                      |
| G    | 5–0    | Jerry Strickland       | KO     | 2 (6), 2:40     | 24 de abril de 1981      | Felt Forum, New York City, New York                                          |                                                                      |
| G    | 4–0    | Robert Johnson         | KO     | 1               | 27 de marzo de 1981      | New York City, New York                                                      |                                                                      |
| G    | 3–0    | Herman Ingram          | UD     | 6               | 12 de marzo de 1981      | Felt Forum, New York City, New York                                          |                                                                      |
| G    | 2-0    | Benny Llanos           | KO     | 1               | 12 de diciembre de 1980  | Felt Forum, New York City, New York                                          |                                                                      |
| G    | 1-0    | David Brown            | PTS    | 4               | 12 de septiembre de 1980 | Felt Forum, New York City, New York                                          | Debut profesional                                                    |

## Campeonatos mundiales
| Predecesor: Bobby Chacón      | Campeón Mundial Superpluma del CMB 7 de agosto de 1983–1984 Dejó vacante        | Sucesor: Julio César Chávez |
| Predecesor: José Luis Ramírez | Campeón Mundial Superpluma del CMB 10 de agosto de 1985–1987 Dejó vacante       | Sucesor: José Luis Ramírez  |
| Predecesor: Primer campeón    | Campeón Mundial Wélter Jr. de la OMB 6 de marzo de 1989 – 23 de febrero de 1991 | Sucesor: Greg Haugen        |
| Predecesor: Greg Haugen       | Campeón Mundial Wélter Jr. de la OMB 18 de mayo de 1991–1992 Dejó vacante       | Sucesor: Carlos González    |

## Incursión en la televisión
Camacho participó en el reality show de Univisión Mira Quién Baila (MQB) en 2010. El ganador de la competencia sería acreedor a $50.000. Camacho declaró que, en caso de resultar ganador, donaría dicha cantidad al Hogar CREA en Puerto Rico, una organización sin fines de lucro, dedicada a la prevención y al tratamiento de la adicción a drogas en todas sus manifestaciones. Finalmente, fue el primer eliminado y recibió $5000, destinados a su organización.
Posteriormente, formó parte del programa de noticias del entretenimiento de Univisión El Gordo y La Flaca como crítico de Mira Quien Baila y presentador de noticias del mundo del espectáculo.
En marzo de 2012, Camacho protagonizó un reality romántico llamado It's Macho Time, donde un grupo de mujeres competían para ser la novia de Camacho. El show fue producido por Latin World Entertainment y transmitido por NuevOn en YouTube.

## Vida personal Oscar Camacho
Camacho tuvo cuatro hijos, el primero de una relación precoz a los dieciséis años, y tres de su matrimonio. Su hijo mayor, Héctor Camacho, Jr. también es boxeador.
En 1991, Camacho se casó con Amy Torres, con quien tuvo tres hijos: Christian (nacido el 1.º de diciembre de 1989), Justin (nacido en 1992) y Tylor (nacido en 1998). El New York Times reporta el nombre del hijo menor como "Taylor". En 1998, Amy Camacho consiguió una orden de restricción contra Camacho al alegar que la había amenazado a ella y a uno de sus hijos. Se divorciaron en 2007. En marzo de 2011, su exesposa Amy Camacho y al menos uno de sus hijos vivían en el condado de Orange (Florida). Su hijo menor, Tyler, también practica el boxeo.
En una entrevista con Dan Hernández publicada en el sitio Web Ringsidereport.com, Camacho se proclamó cristiano.[cita requerida]

## Oscar Camacho - Problemas legales

### Atraco y detención
El 6 de enero de 2005, Camacho fue arrestado en Gulfport, Misisipi por tratar de robar una tienda de artículos electrónicos y por portar éxtasis. En 2007, se declaró culpable de estar bajo la influencia de la droga durante el robo. Fue sentenciado a 7 años de prisión, pero un juez finalmente lo condenó a un año y libertad condicional. Terminó cumpliendo dos semanas en prisión después de violar la libertad condicional.

### Tiroteo en 2011
El 12 de febrero de 2011, Camacho fue baleado cerca del complejo de vivienda pública Luis Lloréns Torres en San Juan. Camacho dijo que al llevar a un amigo a un bar cercano, dos hombres se acercaron a su BMW X5 e intentaron secuestrarlo, al tratar de escapar conduciendo su vehículo, le dispararon en tres ocasiones.

### Proceso judicial por maltrato infantil
Según ESPN.com, el excampeón afrontó cargos por el delito de maltrato infantil y se entregó a las autoridades de la Florida en abril de 2012 sobre una orden judicial archivada a fines del año 2011. Camacho, de 49 años, expidió un bono por USD 5,000 a la prisión del condado de Orange en Orlando y fue liberado. De acuerdo con la declaración jurada, Camacho se entregó mediante orden judicial. Los registros muestran que el proceso fue archivado por el fiscal del estado en noviembre de 2011. Al momento de su muerte estaba pendiente un juicio en su contra en el condado de Orange. Fue acusado de agarrar a su hijo adolescente por el cuello, darle un portazo que lo tiró al suelo y pisotearlo, lo cual supuestamente sucedió en marzo de 2011 en la casa de la exesposa de Camacho.

## Asesinato
El 20 de noviembre de 2012, alrededor de las 7:00 p. m. AST, Camacho recibió un balazo en la cabeza desde una SUV que pasaba cuando se encontraba en el asiento de acompañante de un automóvil Ford Mustang cerca de un bar en Bayamón, una de las ciudades que conforman el área metropolitana de San Juan, capital de Puerto Rico. Camacho fue trasladado al Hospital de San Pablo en Bayamón, al cual llegó en estado crítico. La policía dijo que hubo una persecución y que la camioneta desde la que se hicieron los disparos fue encontrada en el área de Jardines de Cataño. Alberto Yamil Mojica Moreno, un amigo de la infancia, dueño y conductor del automóvil en el que fueron interceptados, murió en el atentado. Mojica tenía antecedentes penales por posesión de sustancias ilícitas. La policía encontró nueve bolsitas de cocaína en posesión de Mojica, y una décima bolsa abierta en el vehículo donde fue tiroteado Camacho.
Camacho recibió un solo impacto de bala en la mandíbula izquierda que le fracturó las vértebras cervicales 5 y 6, y terminó alojándose en el hombro derecho. Además, el proyectil lesionó la arteria carótida, afectando el flujo de sangre al cerebro.
En un primer momento, los médicos anunciaron que Camacho podría sobrevivir, pero quedaría paralítico. Sin embargo, después de sufrir un paro cardíaco durante la madrugada del 22 de noviembre, dijeron que su actividad cerebral era muy baja.
El 22 de noviembre, Rafael Rodríguez Mercado, director del Medical Sciences Campus, declaró que Héctor "Macho" Camacho había sufrido muerte cerebral: "Su total recuperación sería un milagro, médicamente no hay nada más que pueda hacerse", confirmó Rodríguez Mercado". El mismo día por la mañana, el doctor Ernesto Torres confirmó el diagnóstico: "Clínicamente tiene muerte cerebral. No hay nada más que hacer médicamente". A pesar de la oposición de Héctor Jr., la madre de Camacho, María Matías, anunció el 23 de noviembre que su hijo sería desconectado de las máquinas que lo mantenían artificialmente con vida, después de la llegada de tres de los hijos del "Macho" a Puerto Rico.
El 24 de noviembre, a la 1:30 a. m., Camacho sufrió un segundo paro cardíaco que ocasionó que las máquinas que lo mantenían artificialmente con vida se desconectaran automáticamente, lo cual terminó definitivamente con su vida. Sus órganos, que su familia había planeado donar, no pudieron serlo a causa del tiempo que estuvo conectado a las máquinas artificiales que lo mantenían con vida. El funeral del "Macho" tardo un poco en ser realizado; las hermanas expresaron su deseo de sepultarlo en Nueva York. El gobernador de Puerto Rico, Luis Fortuno, dijo que "el 'Macho' siempre será recordado por su espontaneidad y carisma dentro y fuera del ring." El gobernador electo de Puerto Rico, Alejandro García, dijo que Camacho había "unido al país... celebramos sus triunfos en las calles y lo aplaudimos con noble espíritu deportivo cuando no triunfó". Al preguntársele cómo deseaba que fuera recordado su hijo, su padre Héctor respondió: "Como siempre ha sido: loco."

### Funeral y entierro
El 27 de noviembre de 2012, se efectuó el multitudinario velorio de Héctor "Macho" Camacho en el Departamento de Recreación y Deportes de San Juan, capital de Puerto Rico; al cual asistieron glorias del boxeo boricua como Wilfredo Gómez, Wilfredo Benítez, Félix Tito Trinidad, entre otros. Después de la muerte del "Macho", su madre María Matías expresó su deseo de que su hijo fuera sepultado en Nueva York, donde creció. Héctor Camacho Jr. pensó que debería ser enterrado en Puerto Rico, pero estuvo de acuerdo con el deseo de su abuela y tías.
El cuerpo de Camacho fue trasladado en avión a Nueva York el 29 de noviembre y expuesto en el Elcock Funeral Home en Queens. El 30 de noviembre y el 1.º de diciembre, sus restos fueron llevados a la iglesia de Santa Cecilia en Manhattan para un servicio religioso. Camacho fue sepultado en la tarde del 1.º de diciembre en el cementerio católico de San Raimundo en el Bronx. Antes del entierro, se llevó a cabo un desfile en honor a Camacho en East Harlem. Dos caballos blancos tiraron de una carroza fúnebre por la Primera Avenida rodeada de fanáticos, amigos y familiares del difunto boxeador. El ataúd de Camacho estaba cubierto por la bandera de Puerto Rico.